# Santa Cruz do Sul
Santa Cruz do Sul là một đô thị thuộc bang Rio Grande do Sul, Brasil. Đô thị này có diện tích 733,473 km², dân số năm 2007 là 115930 người, mật độ 158,06 người/km².